# Denny Rehberg
Pour les articles homonymes, voir Rehberg.
Dennis Rae Rehberg, dit Denny Rehberg, né le 5 octobre 1955 à Billings (Montana), est un homme politique américain. Membre du Parti républicain, il est lieutenant-gouverneur du Montana de 1991 à 1997 puis élu à la Chambre des représentants des États-Unis de 2001 à 2013 pour l'unique district de l'État. Il est candidat lors des élections de 2012 au Sénat des États-Unis contre le démocrate sortant Jon Tester, mais est battu par ce dernier et se retire par la suite de la vie politique.

## Carrière politique

### Chambre des représentants des États-Unis
Lieutenant-gouverneur du Montana pour deux mandats à partir de 1991, il est élu en 2000 pour succéder à Rick Hill à la Chambre des représentants des États-Unis. L'analyse de ses votes et de ses prises de positions par l'organisation On The Issues montre que Denny Rehberg est un ultra-conservateur.
Il est élu jusqu'en 2012, chaque fois avec une grande avance sur ces adversaires.

### Candidature au Sénat des États-Unis
Le 6 février 2011, Rehberg annonce qu'il compte se présenter l'année suivante contre le sénateur fédéral sortant Jon Tester, membre du Parti démocrate, et renoncer à une possible réélection à la Chambre des représentants des États-Unis.
Le 6 novembre 2012, il est cependant battu par Tester en dépit de la victoire du républicain Mitt Romney dans l’État lors de l'élection présidentielle tenue le même jour. Tester obtient 48,6 % des suffrages contre 44,6 % à Rehberg. Rehberg devient par la suite co-président de Mercury, une entreprise basée à Washington, D.C. et spécialisée dans le lobbying.

## Historique électoral

### Chambre des représentants des États-Unis
| Année | Denny Rehberg | Démocrate | Libertarien |
| ----- | ------------- | --------- | ----------- |
| Année |               |           |             |
| 2000  | 51,50 %       | 46,28 %   | 2,22 %      |
| 2002  | 64,62 %       | 32,67 %   | 2,71 %      |
| 2004  | 64,40 %       | 32,78 %   | 2,82 %      |
| 2006  | 58,88 %       | 39,13 %   | 1,99 %      |
| 2008  | 64,14 %       | 32,42 %   | 3,43 %      |
| 2010  | 60,41 %       | 33,84 %   | 5,74 %      |